# امپراتور شیائووو جین
امپراتور شیائووو جین (۳۶۲ الی ۳۹۶) با نام شخصی سیما یائو و نام محترم چانگمینگ، یکی از امپراتوران خاندان سیما و نهمین امپراتور جین شرقی بود. او پسر امپراتور جیانون جین و پدر آخرین امپراتوران دودمان جین، امپراتور آن و امپراتور گونگ بود. او پس از مرگ پدرش در سال ۳۷۲ بر تخت نشست و در سال ۳۹۶ پسرش سیما دزونگ با نام امپراتور آن جین بر تخت می‌نشیند.